# Ókeresztény Örökségünk
Az Ókeresztény örökségünk az idehaza kevéssé ismert ókeresztény irodalom görög és latin nyelvű műveit közreadó teológiai–filozófiai könyvsorozat. A kötetek 1995–től jelennek meg.

## Jellemzői
A sorozat gazdája a Jel kiadó. A Vanyó László-féle Ókeresztény írók sorozat folytatásaként Babarczi-Győrffy Andrea, Dolhai Lajos, Orosz Atanáz, Perendy László, Tóth Vencel szerkesztette. A fordításokat szakavatott tudósok alapos kritikai jegyzetei teljesítik ki.

## Kötetei
- Az egyházatyák beszédei, 1–4.; bev., jegyz.Vanyó László, ford. Vanyó László et al.; 1995–1996
  - 1. Krisztus-ünnepekre I. Karácsonyi ünnepkör; 1995, 216 p., ISBN 9786155147395
  - 2. A Krisztus-ünnepekre. Húsvéti ünnepkör; 1996, 308 p., ISBN 9789639318311
  - 3. Szűz Mária-ünnepekre; 1996, 302 p., ISBN 9789639318335
  - 4. Az apostolok és a vértanúk ünnepeire; 1996, 278 p., ISBN 963-8344-48-2
- 5. A III-IV. század szentjei; bev., jegyz. Vanyó László; 1999, 310 p., ISBN 963-8344-78-4
- 6. Isten a szeretet. Válogatás Szent Maximosz hitvalló műveiből; bev., ford., jegyz. Orosz Athanáz; 2002, 336 p., ISBN 9789639318267
- 7. Kortárs szentek, kortárs szentekről / Nazianzoszi Szent Gergely: Baszileioszról / Nazianzoszi Szent Gergely: Athanaszioszról, Alexandria püspökéről / Nüsszai Szent Gergely: Levél Szent Makrina életéről / Nüsszai Szent Gergely: Testvére, Szent Gergely, Nüssza püspökének a Nagy Baszileioszról mondott magasztalása; bev., ford., jegyz. Vanyó László; 2003, 214 p., ISBN 9789639318571
- 8. Szent Ambrus: A szentségekről / A misztériumokról; ford. Kühár Flóris, átdolg. Tóth Vencel, bev. Josef Schmitz, bevford. Rochlitz Bernadett; 2004, 152 p., ISBN 9639318760
- 9. Szent Ambrus: A kötelességekről / A bűnbánatról; ford. Meggyes Ede, Tóth Vencel, Hrotkó Géza, bev. Tóth Vencel, Perendy László, jegyz. Tóth Vencel; 2. jav. kiad.; 2005, 377 p., ISBN 963-9318-83-3
- 10. Alexandriai Kelemen: Protreptikosz. Buzdítás a görögökhöz; ford., tan., jegyz. Tóth Vencel; 2006, 188 p., ISBN 9639670049
- 11–13. Szent Ágoston: Beszédek Szent János evangéliumáról, 1–3.; ford. Révészné Bartók Gertrud, jegyz. Révészné Bartók Gertrud, Vanyó László; Jel, Bp., 2008–2011
  - 11. I–XXX. beszéd; 2008, 392 p., ISBN 9789639670419
  - 12. XXXI–L. beszéd; 2010, 246 p., ISBN ISBN 9789639670815
  - 13. LI–CXXIV. beszéd; 2011, 400 p., ISBN ISBN 9789639670990
- 14. Egeria útinaplója. Szentföldi zarándoklat a IV. századból; bev., ford., jegyz. Ivancsó István; 2. jav. kiad.; 2009, 156 p., ISBN 9789639670655
- 15. A szent öregek könyve. A szerzetes atyák mondásainak ábécé-sorrendes gyűjteménye; ford., bev., bibliográfia, jegyz. Baán István; 2. jav. kiad.; 2010, 408 p., ISBN 9789639670747
- 16. Lerinumi Szent Vince: Commonitorium. Az igaz hit védelmében / Kivonatok Szent Ágoston műveiből; ford., bev., jegyz. Csizmár Oszkár; 2011, 248 p., ISBN 9786155147111
- 17. Vak Didümosz: A Szentlélekről; ford., bev., jegyz. Csizmár Oszkár; 2012, 240 p., ISBN 9786155147173
- 18. Alexandriai Kelemen: Paidagógósz / A Nevelő; ford., bev., jegyz. Tóth Vencel; 2013, 336 p., ISBN 9789630865425
- 19. Szent Cyprianus levelezése; ford., bev., jegyz. Szabó Ádám; 2014, 496 p., ISBN 9786155147524
- 20. Gázai Szent Dórotheosz szerzetesi tanításai; ford., bev., jegyz. Baán Zs. Izsák; 2015, 272 p., ISBN 9786155147548
- 21. Palladiosz: A sivatagi atyák történetei Lauszoszhoz. Historia Lausiaca; ford., bev., jegyz. Csizmár Oszkár; 2015, 240 p., ISBN 978-615-5147-59-3
- 22. Szent Ágoston: A boldog életről; A rendről; A türelemről; ford. Fodor Nóra; Sarbak Gábor; Tuba Iván Sch.P, bev., jegyz; 2019, 192 p., ISBN 9786155147937
- 23/1. Alexandriai Szent Kelemen: Sztrómateisz - Szőttesek I. könyv; ford. Tóth Vencel OFM, bev. Tóth Vencel OFM, jegyz.; 2021, 204 p., ISBN 9789635350087
- 23/2. Alexandriai Szent Kelemen: Sztrómateisz – Szőttesek II-III-IV. könyv; ford. Tóth Vencel OFM, bev., jegyz.; 2022, 352 p., ISBN 9789635350544
- 23/3. Alexandriai Szent Kelemen: Sztrómateisz – Szőttesek V-VI-VII-VIII. könyv; ford. Tóth Vencel OFM, bev., jegyz.; 2024, 372 p., ISBN 9789635350551
- 24. Pamphilosz vértanú / Aquileai Rufinus: Órigenész védelmében; Órigenész könyveinek meghamisításáról; ford. Csizmár Oszkár ; 2023, 148 p., ISBN 9789635350681